# Palmer (Texas)
Palmer é uma cidade  localizada no estado norte-americano do Texas, no Condado de Ellis.

## Demografia
Segundo o censo norte-americano de 2000, a sua população era de 1774 habitantes.
Em 2006, foi estimada uma população de 2145, um aumento de 371 (20.9%).

## Geografia
De acordo com o United States Census Bureau tem uma área de
7,3 km², dos quais 7,3 km² cobertos por terra e 0,0 km² cobertos por água. Palmer localiza-se a aproximadamente 162 m acima do nível do mar.

## Localidades na vizinhança
O diagrama seguinte representa as localidades num raio de 20 km ao redor de Palmer.